# Coupe des Pays-Bas de football 1933-1934
Navigation
Coupe des Pays-Bas 1931-1932 Coupe des Pays-Bas 1934-1935
La Coupe des Pays-Bas de football 1933-1934, nommée la KNVB Beker, est la 29e édition de la Coupe des Pays-Bas. La finale se dispute au stade de UVV à Lage Weide à Utrecht.
Elle est remportée le 23 juin 1934 par Velocitas au détriment de Feijenoord, ce qui constitue le premier succès du club de Groningue dans cette compétition.

## Déroulement de la compétition
Tous les tours se jouent en élimination directe. À chaque tour, un tirage au sort est effectué pour déterminer les adversaires.

## Résultats

### Demi-finales
| Date         | Club        | Résultat | Club       |
| ------------ | ----------- | -------- | ---------- |
| 10 juin 1934 | NAC         | 2 - 4    | Feijenoord |
| 17 juin 1934 | Stormvogels | 0 - 1    | Velocitas  |

### Finale
La finale se joue le 23 juin 1934 à Lage Weide à Utrecht, où se situe le stade du club de UVV. Velocitas se qualifie pour cette finale dans ce qui est qualifié par la presse de « bataille sur deux fronts », puisque Velocitas est alors en train de disputer la phase finale du championnat des Pays-Bas et doit affronter Willem II le lendemain de la finale.
Alors que la finale a débuté depuis un quart d'heure de jeu, l'ailier gauche Herman Mohrmann doit sortir en raison d'une douleur au genou, il est remplacé par Piet Mulder. Si le jeu et les qualités techniques de Feijenoord sont saluées, la défense de Velocitas, et en particulier Pots, empêche Feijenoord d'être réellement dangereux. Le côté droit de Velocitas, composé de Bonsema et Meulema crée l'essentiel du danger pour Velocitas, et Meulema marque un premier but qui est refusé pour une position de hors-jeu contestée. C'est le début de l'influence de Hans Boekman sur le match puisque dans la première demi-heure de la seconde mi-temps il annule à nouveau deux buts pour Velocitas, marqués par Meulema et de la tête par Bonsema. Feijenoord parvient en fin de match à marquer deux buts coup sur coup pour mener 2-0. Mais Velocitas arrive néanmoins à égaliser dans les derniers instants de la partie pour décrocher une prolongation.
Les joueurs de Velocitas décident d'attaquer pour la première période des prolongations avec le vent et le soleil dans le dos. Sur la première attaque des prolongations, Velocitas part à l'attaque et marque par l'intermédiaire de Van de Velde avec une frappe en lucarne, alors que Feijenoord n'a pas pu toucher le ballon. Le match est arrêté à la suite de ce but et Velocitas remporte la coupe.
| Velocitas ·   |                  |     |
| Titulaires :  |                  |     |
|               |                  |     |
| G             | Jo Kolthof       |     |
| DG            | Jan Heideveld    |     |
| DD            | Wim Pots         |     |
| MG            | Jan Huizeling    |     |
| MC            | Arend Luppes     |     |
| MD            | Geert Fransen    |     |
| AG            | Herman Mohrmann  | 15e |
| IG            | Fré van de Velde |     |
| AC            | Nuininga         |     |
| ID            | Otto Bonsema     |     |
| AD            | Eppie Meulema    |     |
|               |                  |     |
| Remplaçants : |                  |     |
| AG            | Piet Mulder      | 15e |
|               |                  |     |
| Entraîneur :  |                  |     |
| Bob Jefferson |                  |     |

| Feijenoord · |                  |  |
| Titulaires : |                  |  |
|              |                  |  |
| G            | Adri van Male    |  |
| DG           | Jaap Peterse     |  |
| DD           | Janus Bul        |  |
| MG           | Joop van Ooijen  |  |
| MC           | Bas Paauwe       |  |
| MD           | Jaap Paauwe      |  |
| AG           | Jan Linssen      |  |
| IG           | Puck van Heel    |  |
| AC           | Jan de Greef     |  |
| ID           | Manus Vrauwdeunt |  |
| AD           | Piet Burg        |  |
|              |                  |  |
| Entraîneur : |                  |  |
| Eddy Donaghy |                  |  |

| Velocitas ·   |                  |     |
| Titulaires :  |                  |     |
|               |                  |     |
| G             | Jo Kolthof       |     |
| DG            | Jan Heideveld    |     |
| DD            | Wim Pots         |     |
| MG            | Jan Huizeling    |     |
| MC            | Arend Luppes     |     |
| MD            | Geert Fransen    |     |
| AG            | Herman Mohrmann  | 15e |
| IG            | Fré van de Velde |     |
| AC            | Nuininga         |     |
| ID            | Otto Bonsema     |     |
| AD            | Eppie Meulema    |     |
|               |                  |     |
| Remplaçants : |                  |     |
| AG            | Piet Mulder      | 15e |
|               |                  |     |
| Entraîneur :  |                  |     |
| Bob Jefferson |                  |     |

| Feijenoord · |                  |  |
| Titulaires : |                  |  |
|              |                  |  |
| G            | Adri van Male    |  |
| DG           | Jaap Peterse     |  |
| DD           | Janus Bul        |  |
| MG           | Joop van Ooijen  |  |
| MC           | Bas Paauwe       |  |
| MD           | Jaap Paauwe      |  |
| AG           | Jan Linssen      |  |
| IG           | Puck van Heel    |  |
| AC           | Jan de Greef     |  |
| ID           | Manus Vrauwdeunt |  |
| AD           | Piet Burg        |  |
|              |                  |  |
| Entraîneur : |                  |  |
| Eddy Donaghy |                  |  |